# Arroyo (ort)
Arroyo är en ort i Spanien.   Den ligger i provinsen Provincia de Valladolid och regionen Kastilien och Leon, i den centrala delen av landet, 160 km nordväst om huvudstaden Madrid. Arroyo ligger 691 meter över havet och antalet invånare är 11 716.
Terrängen runt Arroyo är lite kuperad. Runt Arroyo är det tätbefolkat, med 459 invånare per kvadratkilometer. Närmaste större samhälle är Valladolid, 7,9 km nordost om Arroyo. Omgivningarna runt Arroyo är i huvudsak ett öppet busklandskap.